# Cổ chân
Cổ chân là điểm nối  giữa chân và bàn chân. Cổ chân có ba khớp xương: khớp nối khớp mắt cá chân, khớp dưới da và khớp dưới sên. Các chuyển động xảy ra tại khớp này là gấp mu bàn chân (dorsiflexion) và gấp gan bàn chân (plantarflexion). Trong cách sử dụng thông thường, mắt cá chân chỉ đề cập đến vùng mắt cá chân. Trong thuật ngữ y học, "mắt cá chân" có thể đề cập rộng rãi đến toàn bộ khu vực này hoặc đặc biệt chỉ riêng đến khớp sên-đùi.
Các xương chính của vùng mắt cá chân là xương sên (ở bàn chân), xương chày và xương mác (ở cẳng chân). Khối khớp gót sên là khớp nối khớp các đầu xa nhất của xương chày và xương mác ở phần dưới cùng với đầu gần của xương sên. Sự khớp nối giữa xương chày và xương sên chịu nhiều trọng lượng hơn giữa xương mác nhỏ hơn và xương sên.

## Sách tham khảo
- Anderson, Stephen A.; Calais-Germain, Blandine (1993). Anatomy of Movement. Chicago: Eastland Press. ISBN 0-939616-17-3.
- McKinley, Michael P.; Martini, Frederic; Timmons, Michael J. (2000). Human Anatomy. Englewood Cliffs, N.J: Prentice Hall. ISBN 0-13-010011-0.
- Marieb, Elaine Nicpon (2000). Essentials of Human Anatomy and Physiology. San Francisco: Benjamin Cummings. ISBN 0-8053-4940-5.

## Thư viện ảnh

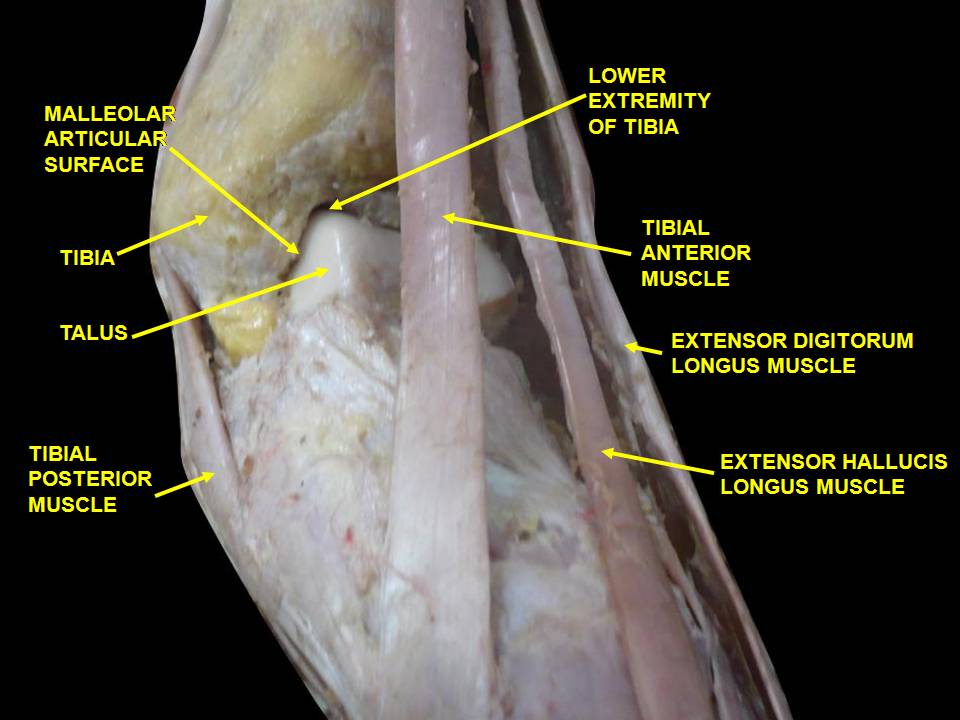
Dorsum of Foot. Ankle joint. Deep dissection
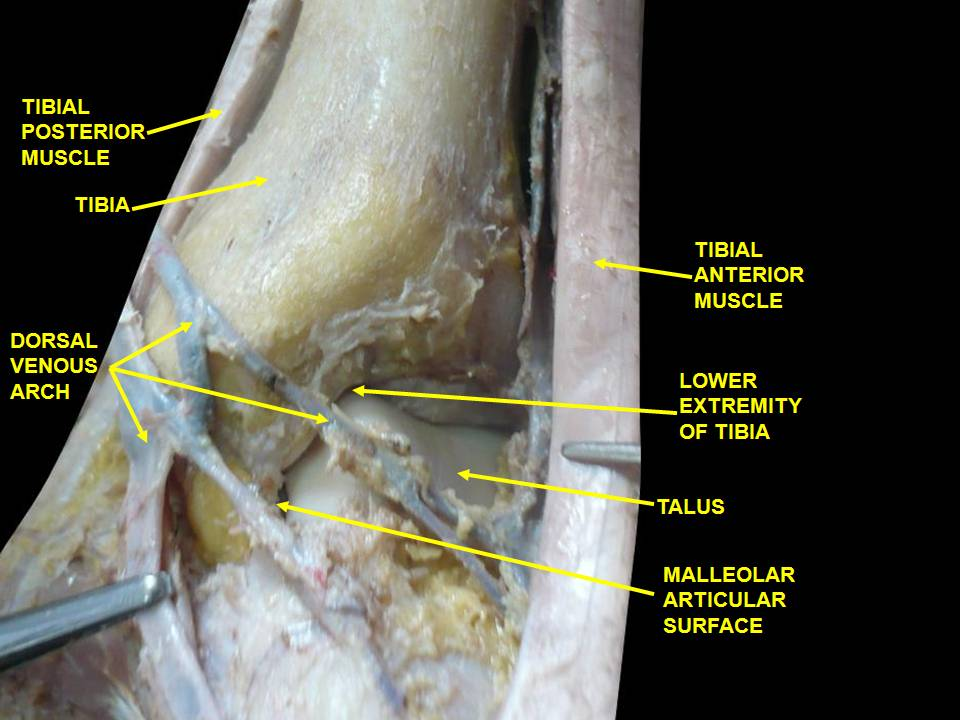
Dorsum of Foot. Ankle joint. Deep dissection
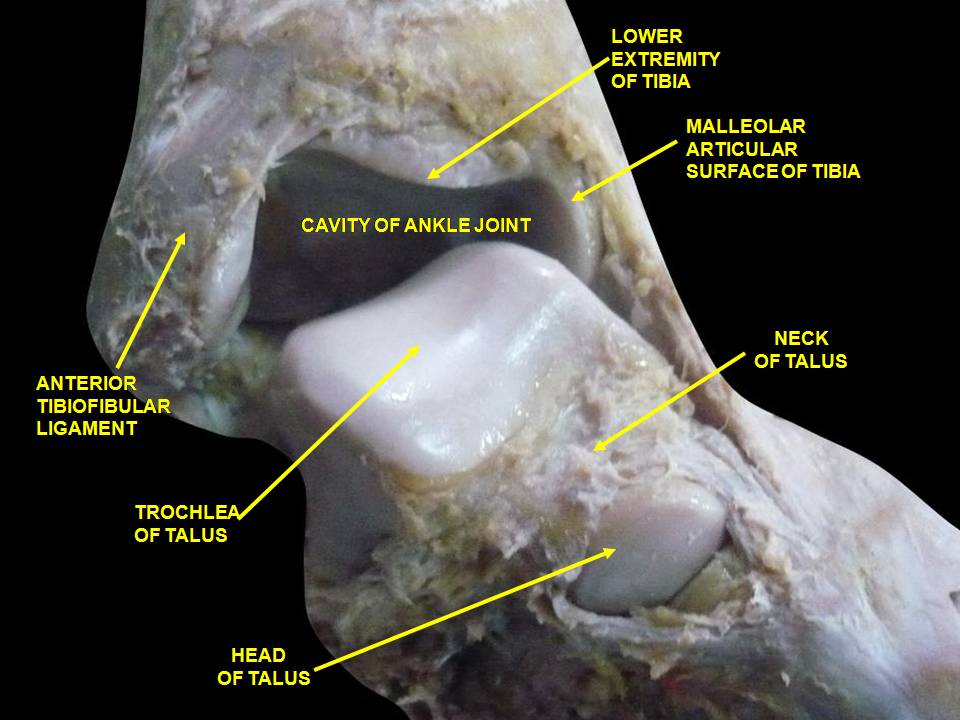
Ankle joint. Deep dissection. Anterior view.
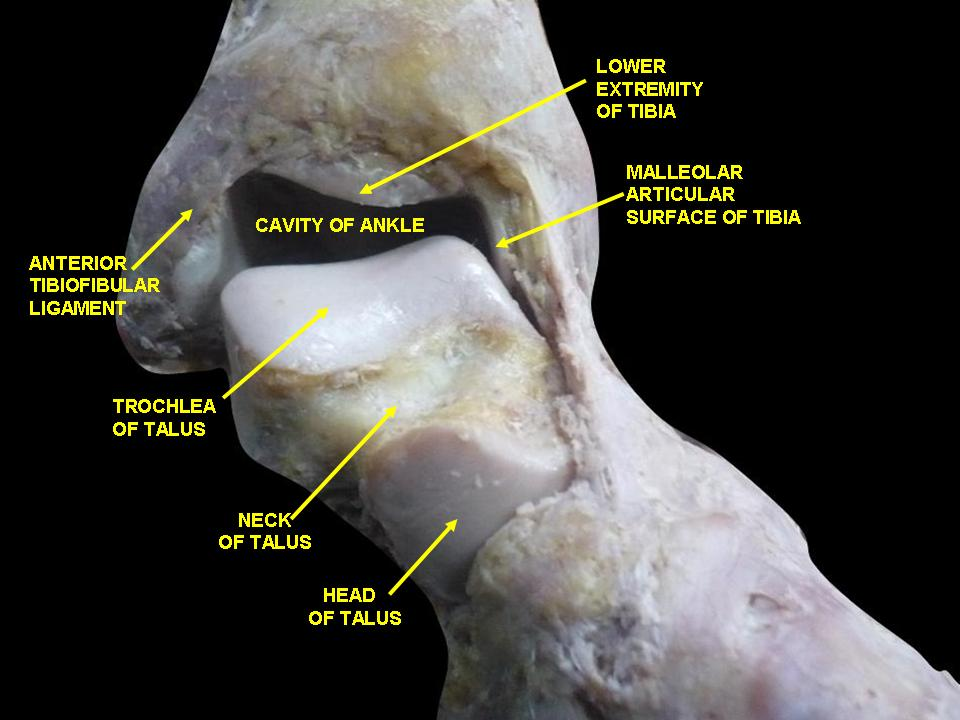
Dorsum of Foot. Ankle joint. Deep dissection